# 후루이치촌 (오사카부)
후루이치촌(일본어: 古市村)은 일본 오사카부 히가시나리군에 설치되었던 촌이다. 현재의 오사카시 아사히구의 일부, 조토구의 일부, 쓰루미구 미도리의 서부에 해당한다.

## 역사
- 1889년 4월 1일 - 정촌제 시행에 의해 히가시나리군 후루이치촌이 성립하였다.
- 1925년 4월 1일 - 오사카시에 편입해, 히가시나리구 미나미지마초, 모리코지초, 센바야시초, 이마이치초가 되었다.
- 1932년 10월 1일 - 분구에 의해 아사히구가 전근되었다..
- 1943년 4월 1일 - 분구에 따라 후루이치 오도리, 후루이치 키타도리, 후루이치 나카도리, 후루이치 미나미도리가 조토구로 편입되었다
- 1971년 - 아사히구에서 오미야, 고덴, 모리코지, 센바야시, 이마이치의 현 명칭을 시행하였다.
- 1974년 7월 22일 - 분구에 수반해 후루이치 중 오사카 내 순환선(현 국도 479호) 이남이 쓰루미구가 되었다.

## 교통

### 철도
- 게이한 전기철도
  - 게이한 본선

현재는 상기 외에 게이한본선 모리코지역, 오사카 메트로 다니마치선 세키메타카도노역, 센바야시오미야역, 이마사토스지선 신모리코이치역이 있지만, 당시에는 미개업 상태였다. 

### 도로
현재는 한신고속 12호 모리구치선이 구촌 지역을 통과하지만 당시에는 미개통 상태였다. 

## 참고문헌
- 角川日本地名大辞典 27 大阪府